# Ants Laos
Ants Laos (* 21. Oktober 1943 in Pärnu) ist ein estnischer Sportler, Politiker und Unternehmer.

## Leben
Ants Laos schloss 1962 die Schule in seiner westestnischen Heimatstadt Pärnu ab. 1970 beendete er sein Studium am Polytechnischen Institut der estnischen Hauptstadt Tallinn (heute Technische Universität Tallinn) im Bereich chemisch-industrielle Prozesse und chemische Kybernetik.
Gleichzeitig wurde Laos als erfolgreicher Volleyballer bekannt. Seit 1962 gehörte er der estnischen Jugend-Mannschaft an, ab 1968 der Volleyball-Mannschaft der Estnischen SSR. Von 1986 bis 1993 war Laos Präsident der estnischen Volleyball-Föderation. Von 1989 bis 2014 gehörte er dem Estnischen Olympiakomitee (Eesti Olümpiakomitee) an und zählt zu dessen Wiederbegründern. Seit 2014 ist er Ehrenmitglied des Estnischen Olympiakomitees.
Von 1970 bis 1975 arbeitete Laos als Energiespezialist im Milchkombinat der südestnischen Stadt Tartu. Von 1975 bis 1978 war er Direktor der Bierfabrik von Pärnu. 1978/79 leitete er die Brauerei Saku.
Von 1979 bis 1985 bekleidete Laos das Amt des Ministers für Lebensmittelproduktion der Estnischen SSR. Ab 1985 war er erster stellvertretender Vorsitzender des Komitees für Agrarproduktion der Estnischen SSR. Von 1985 bis 1990 war Laos gleichzeitig Abgeordneter im Obersten Sowjet der Estnischen SSR. 1989 wurde er Handelsminister im letzten sowjetestnischen Kabinett unter Führung der KPdSU unter Regierungschef Indrek Toome.
Vom 11. April 1990 bis zum 31. Dezember 1991 war Laos Handelsminister in der ersten demokratischen (Übergangs-)Regierung Estlands seit dem Zweiten Weltkrieg. Sie wurde von Ministerpräsident Edgar Savisaar geführt. 1995 trat Laos Savisaars Estnischer Zentrumspartei (Eesti Keskerakond) offiziell bei.
Nach seinem Ausscheiden aus dem Kabinett ging Laos in die Privatwirtschaft. Ab 1992 war er Generaldirektor des Produktions- und Handelsunternehmens Estkompexim. Von 1996 bis 1998 war er Miteigentümer und Vorstandsvorsitzender des Lebensmittelherstellers Epeks Talinvest Food Companies (ETFC). 1999 wurde Laos einer der Eigentümer des estnischen Energieproduzenten Viru Keemia Grupp (VKG).